# Stéphane Samson
Stéphane Samson (Bernay, 3 settembre 1975) è un ex calciatore francese, di ruolo attaccante.

## Carriera

### Club
L'8 agosto 1997 firma la sua prima rete stagionale nella vittoria sul Montpellier (4-0).

### Nazionale
Ha giocato nella nazionale francese Under-21.

## Palmarès

### Individuale
- Capocannoniere della Coupe de la Ligue: 1

2004-2005 (4 reti)